# Łysina
Łysina is een plaats in het Poolse district  Żywiecki, woiwodschap Silezië. De plaats maakt deel uit van de gemeente Łękawica en telt 160 inwoners.